# Охајо (река)
Охајо (енгл. Ohio River) највећа је река у североисточном делу Сједињених Америчких Држава. Настаје у Питсбургу (Пенсилванија) на месту где се спајају реке Алегени и Мононгахила. Протиче кроз америчке савезне државе Пенсилванија, Охајо, Западна Вирџинија, Индијана, Илиноис и Кентаки. Највећа је лева притока реке Мисисипи у коју се улива код места Керо након 1.579 km тока. Са просечним протоком од 7.960 m³/s водом је најбогатија река у целом басену реке Мисисипи.
Река Охајо је играла веома важну улогу у историји америчких аутохтоних народа, а дуж њених обала током векова су настајале и нестајале бројне аутохтоне америчке цивилизације. Након што је француску истраживач Робер Кавелије де ла Сал 1669. детаљније истражио њен ток и обале, Охајо постаје важна рута у будућим колонизацијама овог подручја од стране европских досељеника. Неки од најважнијих америчких градова развили су се на њеним обалама, попут Питсбурга, Синсинатија, Луивила и Евансвила.
Басен Охаја обухвата прелазно климатско подручје између влажније суптропске климе на југу и умерене континенталне климе на северу. Тако су њене обале редовно под ледом сваке зиме у горњем делу тока код Питсбурга, док леда никада нема у зони ушћа.
У својим белешкама о држави Вирџинији Томас Џеферсон је 1781. означио Охајо као „реку најлепшу на свету, са кристално чистом водом, у истом тренутку тако питомом а тако дивљом“. Ипак данас је то једна од најзагађенијих река у Сједињеним Државама.

## Географија
Река Охајо настаје спајањем река Аленгени и Мононгахила које се састају у граду Питсбургу, у градској четврти Појнт стејт парк (савезна држава Пенсилванија). Од почетне тачке тече у правцу северозапада кроз округе Алегени и Бивер, након чега прави оштар заокрет ка југозападу на тромеђи савезних држава Пенсилванија (код вароши Мидланд), Западна Вирџинија (градић Честер) и Охајо (Ист Ливерпул). Десна обала реке представља комплетну границу државе Охајо на северу са Западном Вирџинијом на југоистоку.
На тромеђи Охаја, З. Вирџиније и Кентакија скреће благо ка северозападу и тај правац тока задржава све до града Синсинатија након којег наставља ток ка западу и југозападу, све до ушћа у Мисисипи (у близини града Кера у Илиноису). Северне границе Кентакија ка Охају, Индијани и Илиноису такође иду дуж десне обале реке.
Укупна површина сливног подручја Охаја је 490.600 km² и обухвата најисточнији део басена Мисисипија. Ка басену Охаја отичу воде из чак 15 америчких савезних држава. Надморска висина извора је 223 метра, док је ушће на 88 m, тако да је укупан пад 135 m или у просеку 11,7 m по километру тока. Са просечним протоком од 7.957 m³/s у зони ушћа, Охајо је водом најбогатија река у целом сливном подручју Мисисипија.

## Историја
Америчка аутохтона племена су живела на подручју око обала ове реке још у претколумбовском периоду. Река је у то време представљала важну саобраћајницу, али и важан извор прихода локалног становништва. Колики је био значај ове реке од најранијих времена најбоље говори управо њено име, јер реч Ohiːyo на језику народа Сенека (етничка група Ирокеза) има значење „добра река“.
Први Европљани који су интензивније истраживали басен реке Охајо били су француски трговци крзнима који су дуж њених обала подизали бројна мања утврђења. Прву велику истраживачку мисију под називом Експедиција француских трговаца предводио је 1669. француски истраживач Рене Робер де ла Сал. Де ла Сал који је прву експедицију започео из Канаде открио је извориште реке Охајо и њене обале, доспевши до данашњег града Луивила и до првих већих каскада на реци. У каснијим експедицијама детаљно је описао обале Охаја, а целу долину ове реке прогласио је француском територијом.
Године 1749, у овој области је основана британска краљевска Компанија Охајо чији је основи циљ било успостављање нових трговачких станица и интензивнија колонизација области. Британско трговачко ширење у овом подручју доводило је до честих сукоба са Французима око превласти на овом подручју. Сходно последицама седмогодишњег рата који се водио од 1754. до 1763. између Француске и Британије (између осталих у сукобу се на страни Британаца нашла и Федерација Ирокеза) Француска је 1763. ову територију препустила Британији.
Уговором из Форт Стенвикса (данас град Роум) из 1768. између Ирокеза и Британаца, Европљанима је омогућено несметано насељавање подручја Кентакија, а река Охајо је постала јужном границом Америчких индијанских територија. Према Закону о Квебеку из 1774, све територије источно од Мисисипија и северно од Охаја су прикључене провинцији Квебек, што је довело до сукоба између Британаца са једне и Тринаест колонија са друге стране. Прва детаљнија војна карта целе долине реке Охајо израђена је 1776, током Америчке револуције. Карту је израдио британски војни инжињер Џон Монтресор, и на њој се посебна пажња посвећивала стратешки важним местима дуж обала реке (попут утврђења Форт Пит у данашњем Питсбургу). Одредбама мировног уговора из Париза из 1783. којим је окончан рат између Британије и Сједињених Држава цела долина реке Охајо је постала територијом САД.
Изградњом друмског правца који је повезивао тадашњи округ Охајо са источном обалом Америке 1818. нагло је порасла и економска важност целе долине реке Охајо која је сада и копном била повезана са реком Потомак и градом Вашингтоном. Друм се протезао од Камберланда у Мериланду до Вилинга у Вирџинији.
Бродски саобраћај између горњег и средњег дела тока Охаја са Мисисипијем спречавале су бројне каскаде у подручју града Луивила. То је уједно и једино место на реци где природне препреке од кречњака формирају бројне брзаке. На том месту, на делу тока од свега 3,2 km пад реке износи готово 8 m. Да би се тај проблем превазишао саграђен је Луивил-Портландски канал (отворен 1830). Канал је додатно проширен и модернизован током шездесетих година прошлог века.
Захваљујући свом току углавном у правцу запада, Охајо је био веома важна рута у насељавању западних делова Сједињених Држава. Трговачки бродови из Питсбурга су редовно пловили на југ све до Њу Орлеанса и Мексичког залива.
Током (али и пре рата) Америчког грађанског рата (1861—1865) река Охајо је представљала део границе између Уније (односно робовласничких држава) и Конфедерације. Тако је међу црним робовима из Кентакија и Вирџиније постојала изрека „продан низ реку“ (енгл. sold down the river) јер се у то време робље превозило реком на плантаже памука и шећера на југу. Река Охајо је за многе црне робове са југа била последња препрека ка слободи и због тога су је у време Грађанског рата симболично звали Америчким Јорданом.
Још у колонијално доба власти Вирџиније су дефинисале своје право да искориштавање целог корита реке и територијално ширење на њене десне обале. Како је река представљала уједно и границу између појединих савезних држава, Амерички Конгрес је донео одлуку по којој цело корито реке припада територији јужних и источних држава (данас Западна Вирџинија и Кентаки). Тако острво Вилинг као највеће насељено острво на реци припада Западној Вирџинији иако се налази готово уз саму обалу Охаја. Тако је и држава Кентаки почетком осамдесетих година прошлог века тужила државу Индијану због градње нуклеарне електране Марбл Хил чије отпадне воде су се сливале у реку на њеној територији.
Почетком 1980-их део тока реке Охајо уз градић Кларксвил у Индијани је проглашен заштићеном еколошком зоном.

## Екологија и мелиоративне акције
Долина реке Охајо убраја се у подручја са високим степеном развијености привредних делатности. Интензивна пољопривреда дуж њених обала, густ речни саобраћај и отпадне воде из фабричких постројења претвориле су Охајо у најзагађенију реку на подручју Сједињених Држава, судећи према извештају националног завода за заштиту вода за 2009. и 2010. годину.
Корито реке Охајо је изворно доста плитко и муљевито, са дубинама које варирају између 0,91 м и 6,1 метар. Градњом бројних брана и стварањем вештачких језера дубина речног корита је знатно повећана, али је и измењен природни екосистем реке. Данас је просечна дубина воде у реци у горњем делу тока око 5 m (низводно до Синсинатија) чиме је омогућена несметана пловидба и за веће бродове. Максимална дубина је код града Луивила (око 7 m), а потом постепено опада на 6 m колико је у зони ушћа.

## Важнија насељена места на реци
Највећи градски центри који леже на обалама Охаја су Питсбург (2,4 милиона становника), Синсинати (2,2 милиона), Луивил (1,4 милиона), Евансвил (358.000) и Хантингтон (365.000).
Списак насељених места дуж обала Охаја са административним статусима града и варошице.
| - Пенсилванија - Мидланд - Питсбург - Амбриџ - Монака - Бивер - Рочестер - Шипингпорт - Аликвипа - Севикли - Макис Рокс - Кораополис - Саут Хајтс - Охајо - Абердин - Белер - Белпри - Синсинати - Ист Ливерпул - Галиполис - Ајронтон - Манчестер - Маријета - Мартинс Фери - Њу Ричмонд - Памрој - Портсмут - Рипли - Стубенвил | - Западна Вирџинија - Честер - Виртн - Вилинг - Маундсвил - Њу Мартинсвил - Паден Сити - Систерсвил - Сент Мериз - Паркерсбург - Рејвенсвуд - Појнт Плезант - Хантингтон - Кенова - Кентаки - Хендерсон - Јунионтаун - Ешланд - Вансберо - Мајсвил - Огаста - Форт Томас - Њупорт - Кавингтон - Ладлоу - Луивил - Хејвсвил - Луиспорт - Оуенсборо - Падјука - Смитланд - Ворсо - Гент - Каролтон - Бранденберг - Белви | - Индијана - Лоренсбург - Орора - Рајзинг Сан - Вевеј - Медисон - Џеферсонвил - Кларксвил - Њу Олбани - Тел Сити - Канелтон - Трој - Рокпорт - Њубург - Евансвил - маунт Вернон - Илиноис - Керо - Метрополис - Брукпорт - Олд Шонитаун - Кејв-Ин-Рок - Елизабеттаун - Розиклер - Голконда |